# Église Mémorial-Osmond de Calcutta
Pour les articles homonymes, voir Osmond.
 (janvier 2019).
L’église Mémorial-Osmond (en anglais Osmond Memorial Church); anciennement ‘Wesleyan Methodist Church) est un édifice religieux méthodiste-anglican situé au 56 S.N. Banerjee Road, à Calcutta (Inde). Ouverte en 1868 comme lieu de culte méthodiste elle reçut officiellement le nom du missionnaire Walter Osmond qui se dévoua durant 30 ans au service des plus pauvres de Calcutta. 

## Histoire
Walter Osmond, pasteur méthodiste arrive à Calcutta en 1864 comme missionnaire et travailleur social. Il fonde une congrégation méthodiste et construit une église à Taltola (aujourd’hui: 56 S.N. Banerjee Rd) en 1868. Elle est connue à l’époque comme la ‘Wesleyan Methodist Church’. Plus tard, en témoignage de reconnaissance pour le fondateur qui passa 30 ans au service des pauvres de Calcutta elle fut renommée ‘Osmond Methodist Church’. 
Aujourd’hui l’église comprend quatre congrégations, deux se réunissant dans cette église, une troisième dans une chapelle de Kamardanga (2/2 Pottery Rd) et la quatrième à Ballygunge (Bondel Rd).  Dans cette église Mémorial-Osmond se rassemblent pour la prière une congrégation de langue bengalie et, depuis 1966, une autre de langue santali.